# Honiggurami
Der Honiggurami oder Honigfadenfisch (Trichogaster chuna) ist ein zu den Labyrinthfischen gehörender Süßwasserfisch aus Südasien. Er ist der kleinste Vertreter der „Westlichen Fadenfische“.

## Verbreitung
Das Verbreitungsgebiet liegt im nordöstlichen Teil des indischen Subkontinents in den Unterläufen und Delten von Brahmaputra und Ganges. Honigfadenfische sind in den indischen Bundesstaaten Uttar Pradesh, Bihar, Jharkhand, Westbengalen und Assam sowie in Bangladesch nachgewiesen.

## Merkmale
Honigfadenfische sind mit einer Gesamtlänge von ca. fünf Zentimetern die kleinsten Fadenfische. Innerhalb der Gattung Trichogaster (bis vor kurzem wurden sie in die Gattung Colisa eingeordnet, aber neuere Zuordnungen führten zur Umbenennung; die bisherigen Trichogaster befinden sich nun in Trichopodus) nehmen sie aufgrund ihrer Flossenformel (mehr Hartstrahlen in Rücken- und Afterflosse), der fehlenden vertikalen Körperzeichnung und der Färbung der Larven eine Sonderstellung ein. Außerhalb der Fortpflanzungszeit tragen beide Geschlechter eine ockerbraune Grundfarbe, auf der ein von der Oberlippe bis zum Ansatz der Schwanzflosse verlaufendes, je nach Stimmung mehr oder weniger ausgeprägtes braunes Längsband liegt. In der Prachtfärbung revierbildender beziehungsweise brutpflegender Männchen sind der hartstrahlige Teil und der obere Rand der Rückenflosse zitronengelb, der Kopf-, Kehl- und Brustbereich bis in das erste Drittel der Afterflosse blauschwarz bis schwarz und der Körper braunrot bis orangerot. Weibchen werden geringfügig größer als Männchen.
Flossenformel: Dorsale XVII–XIX/6–9, Anale XVII–XXII/11–15.

## Ökologie
Wenige Berichte über Freilandbeobachtungen deuten auf flache Ufer- und Überschwemmungsbereiche mit dichter Vegetation als Lebensraum hin. Krause nennt die Monate August bis Oktober als Fortpflanzungszeit. Die Wassertemperaturen betragen zu dieser Zeit zwischen 26 und 30 °C. Außerhalb der Fortpflanzungsperioden und im Freiwasser bilden Honigfadenfische schwarmähnliche Verbände. Ein hoher Anteil ihrer Nahrung besteht aus Fluginsekten, die sie von der Wasseroberfläche aufnehmen oder mit gezielten Spuckbewegungen von Standorten über dem Wasser abschießen.

## Fortpflanzung
Im Gegensatz zu allen anderen Fadenfischen der Gattung Trichogaster bauen männliche Honigfadenfische ein großflächiges, nur aus einer Blasenlage bestehendes und sehr lockeres Schaumnest, unter dem verstreut mit einem nach intensiver Balz gelockten Weibchen abgelaicht wird. Die für einen so kleinen Fisch mit fast einem Millimeter Durchmesser relativ großen, farblosen und transparenten Eier werden vom Männchen mit dem Maul eingesammelt und in einem sogenannten Laichklumpen zusammengeführt. Bereits nach wenigen Stunden färben sich die Eier zuerst hellgelb und werden mit zunehmender Larvenentwicklung dunkelgrau. Je nach Wassertemperatur schlüpfen die schwarz gefärbten Larven nach 24 bis 48 Stunden. Ein bis zwei Tage hält sie das Männchen noch eng beisammen und verteidigt das Nest. Dann schwimmen die Jungfische frei und der Brutpflegetrieb des Männchens erlischt.

## Zuchtform
Neben dem wildfarbenen Honiggurami existiert auch eine zitronengelbe („goldene“) Zuchtform, bei der die beige Grundfarbe des Körpers durch leuchtendes Gelb ersetzt ist. Wohl aufgrund einer Mutation sind die Melanophoren stark reduziert, weshalb auch das Körperlängsband weitaus weniger ausgeprägt ist als das der Wildform. Selbst während der Balzphase bekommen die Männchen keine schwarze Brust. Die Zuchtform entstand wahrscheinlich gegen Ende der 1980er oder zu Beginn der 1990er Jahre. Seit den späten 2000er Jahren gibt es eine weitere Sonderform der goldenen Zuchtform, „FireRed“. Sie entspricht weitestgehend der Goldform, die Rottöne in den weichstrahligen Teilen von Rücken- und Afterflosse erscheinen kräftiger. Noch ist unklar, ob das wirklich durch die Zuchtform zu erklären ist, oder ob das an einer speziellen Ernährung liegt. Der größte Unterschied zur Goldform besteht darin, dass die Männchen schon bei halber Größe ihre Prachtfärbung herausbilden und dauerhaft zeigen.

## Bedeutung für den Menschen
In ihrer Heimat dienen Honigfadenfische als Trockenfisch oder als Fischmehl der menschlichen Ernährung.
Seit ihrer Ersteinfuhr nach Europa (1962) sind Honigfadenfische beliebte Aquarienfische, aus der auch zwei Farbmangelmutationen als Zuchtrassen gebildet wurden (eine gelbe und eine rot-orange Form).

## Systematik
Der Honigfadenfisch wurde von Hamilton 1822 als Trichopodus chuna beschrieben. Der Erstbeschreibung liegt kein Typusexemplar zugrunde, lediglich eine Zeichnung und eine knappe morphometrische Beschreibung in den „Gangetic Fishes“. Auch die Typuslokalität ist nicht bekannt; Hamilton gibt den „Ganges“ an. Hamilton hatte die Art im gleichen Werk zwei Mal beschrieben. Ein Weibchen als Trichopodus chuna, ein Männchen als Trichopodus sota. Der indische Ichthyologe Menon legte als erster revidierender Autor den Artnamen Colisa chuna fest und stellte Colisa sota in die Synonymie. Gattungs- und Artname sind der Landessprache entnommen. Tatsächlich stellte sich inzwischen heraus, dass Trichopodus präokkupiert war und deswegen der nächste gültige Name herangezogen werden musste, eben Trichogaster. Auch konnte Menon nicht als erster revidierender Autor handeln, weil er von falschen Voraussetzungen ausging.
Synonyme: Colisa chuna, Colisa sota, Polyacanthus chuna, Trichogaster chuna, Trichopodus chuna, Trichopodus sota, Trichopodus soto. Die Namensgebung Trichogaster für diese Gattung ist inzwischen weitestgehend anerkannt.